# Brandon, Wisconsin
Brandon là một làng thuộc quận Fond du Lac, tiểu bang Wisconsin, Hoa Kỳ. Năm 2006, dân số của làng này là 912 người.